# Список умерших в 862 году

## Апрель
- 13 апреля — Дональд I, король Альбы (Шотландии) (858—862)[1].

## Июнь
- Аль-Мунтасир Биллах, правитель из династии Аббасидов (861—862)[2].

## Июль
- 2 июля — Свитун, епископ Уинчестерский и святой покровитель Уинчестерского собора.

## Сентябрь
- 26 сентября — Муса II ибн Муса, глава муваладской семьи Бану Каси (788/789—862), вали Туделы (841?—842 и 843—862) и Сарагосы (841—842 и 852—860)[3].

## Дата смерти неизвестна или требует уточнения
- Бай Миньчжун, чиновник времён династии Тан, канцлер (852—862) в период правления императора Сюань Цзуна и его сына императора И Цзуна[4].
- Буга аль-Кабир, тюркский военачальник на службе у правителей Аббасидского халифата, занимавший пост наместника Армении и Иранского Азербайджана.
- Луп Серват, просветитель, представитель Каролингского возрождения, богослов, бенедиктинец[5].
- Руарк мак Брайн, король Лейнстера (838—847/848 или 854—862).
- Табемысл, верховный князь славянского племени бодричей и всего Союза ободритов[6].